# Реология
Реологията е дял от механиката, изучаващ пластичните деформации на непрекъснатите среди при приложено напрежение.
Терминът е въведен от Юджийн Бингам, по идея на известната мисъл на Хераклит „всичко тече“ (на гръцки: Τα πάντα ρει).
На практика, главните задачи на реологията са разширяването на обхвата на класическите теории на еластичността и (нютоновата) хидродинамика за материали, чиито механични свойства не могат да бъдат описани със съществуващите механични теории. Тази дисциплина обединява теориите за привидно различни материали, като не-нютоновите флуиди и еластичните твърди тела. Тяхното общо свойство, важно за реологията, е невъзможността им за запазят стабилно равновесие при приложено тангенциално напрежение. В този смисъл, пластичните твърди тела (напр. стъклото) се разглеждат като флуиди.
Една от важните задачи на реологията е да установи зависимостта между приложените напрежения и последващите деформации, и съответно техните производни, чрез прецизни измервания. Този дял на реологията се нарича реометрия. Математическият апарат за тези теории не се различава съществено от математическия апарат на хидродинамиката.
Реологията има множество практически приложения. По-важните от тях са в:
- стъкларската индустрия;
- геологията: движение на земни маси; движението на лава и магма; конвекцията в земната мантия[2];
- в земната механика: деформациите на основите на сградите с времето[4];
- в хранително-вкусовата промишленост: деформации на хранителни стоки при поставяне в контейнери[5];
- в медицината: изследване на физичните свойства на кръвта, хомеостазата[6].

Tелата, които при малко напрежение са твърди, могат да започнат да „текат“ при високи напрежения. Такива твърди тела се наричат „пластични“.

## Критерий на Рейнолдс
Числото на Рейнолдс е една от най-важните безразмерни величини в хидродинамиката, равно на отношението на инерчните и визкозните сили. Впоследствие, тази величина дава количествен критерий за разграничаване на турбулентно от ламинарно течение.

### История и развитие
До средата на XIX в. са известни само два типа механично поведение на телата – еластично и вискозно. През 1835 г. немският учен Вилхелм Вебер пръв забелязва, че копринените нишки при растягане „пълзят“ – деформацията расте в продължение на времето при постоянна сила на опън, т.е. копринената нишка не е чисто еластичен материал, а се проявява и като течност. Следователно тя е вискозно-еластично тяло. Освен пълзенето характерна за такива тела е и релаксацията на напреженията – т.е. намаляване на напрежението, необходимо за поддържане на фиксирана деформация.
Почти едновременно с Вебер френският инженер А. Треска заедно с М. Леви и Б. Сен-Венан въвеждат нов тип механично поведение на телата – пластичното.
Еластичното, вискозното и пластичното поведение на телата са трите основи типа механично (или още реологично) поведение на телата. Всяко реално тяло има сложно реологично поведение, което е комбинация на трите основни реологични типа. Ако един от тези три типа е ярко изразен за сметка на останалите два, казва се, че съответно тялото е еластично, вискозно или пластично. Ако две от тези три свойства преобладават, казва се, че тялото е съответно вискозно-еластично (такива са повечето от полимерите), еласто-пластично (например металите при стайна температура) или вискозно-пластично (например маслените бои). Ако и трите основни типа поведение са налице, казва се, че тялото е еласто-вискозно-пластично (например – металите при повишени температури).
Еластичното поведение на телата се наблюдава схематично с пружина (тяло на Хук), вискозно – чрез бутало, което се движи във вискозна течност (тяло на Нютон), пластично – чрез елемент със сухо триене, т.е. с два триещи се пластини (тяло Сен-Венан). Комбинирането на тези три елемента позволява да се моделира адекватно реологичното поведение на най-разнообразни тела.
Терминът реология е въведен от американския учен Ю. Бингам през 1919 г., когато той съвместно с Грийн изследва реологията на маслените бои. Първоначално в реологията се разглеждат течението на колоидни разтвори и изобщо на ненютонови течности (за тях вискозитетът зависи от приложеното напрежение), поведението на които е моделирано с помощта на механични модели. Днес реологията е значително по-обхватна наука която включва две основни направления – макро и микрореологията. Макрореологията не се интересува от механизма на деформация и течение, единствената цел е моделирането на реологичното поведение, което се извършва с широко привличане на методите и съотношенията на механиката на непрекъснатите среди. В този смисъл макрореологията може да се разглежда како дял от механиката на непрекъснатите среди. Микрореологията се стреми да предскаже реологичното поведение на телата в зависимост от тяхната структура – например от реологията на съставките им и др.
Мощен тласък за бързото развитие на реологията в последните десетилетия са проблемите, свързани със синтеза на нови, преди всичко композитни материали. Създаването на тези материали се оказва „интелектуално предизвикателство“ за учените, тъй като е необходимо реалистично механо-математично описание и моделиране на реологичните свойства на тези материали.
Реология намира голямо приложение в техниката при проектирано и обезопасяването на конструкции от най-разнообразни материали – например метали, които работят при повишени температури, полимерни системи, почви и скални масиви, бетон, хранителни продукти и др.